# Münchweiler am Klingbach
Münchweiler am Klingbach es un municipio situado en el distrito de Südliche Weinstraße, en el estado federado de Renania-Palatinado (Alemania). Tiene una población estimada, a mediados de 2025, de 209 habitantes.
Está integrado a la mancomunidad de municipios (verbandsgemeinde) de Annweiler am Trifels.
Se localiza cerca de la ciudad de Landau, de la orilla derecha del río Rin y de la frontera con Francia.